# Xuân Đỉnh
Xuân Đỉnh là một phường thuộc thành phố Hà Nội, Việt Nam.

## Địa lý
Phường Xuân Đỉnh nằm ở phía đông bắc quận Bắc Từ Liêm, có vị trí địa lý:
- Phía Đông tiếp giáp phường Tây Hồ (ranh giới đi theo đường Võ Chí Công)
- Phía Tây tiếp giáp phường Đông Ngạc (ranh giới đi theo đường Phạm Văn Đồng)
- Phía Nam tiếp giáp phường Nghĩa Đô (ranh giới đi theo đường quy hoạch số 23 - sông Nhuệ - Khu đô thị StarLake - đường Giao thông quy hoạch)
- Phía Bắc tiếp giáp phường Phú Thượng (ranh giới đi theo đường Nguyễn Hoàng Tôn)

## Lịch sử
Trước đây, Xuân Đỉnh là một xã thuộc huyện Từ Liêm cũ.
Ngày 27 tháng 12 năm 2013, Chính phủ ban hành Nghị quyết số 132/NQ-CP về việc điều chỉnh địa giới hành chính huyện Từ Liêm để thành lập 2 quận và 23 phường thuộc thành phố Hà Nội. Theo đó:
- Chuyển xã Xuân Đỉnh về quận Bắc Từ Liêm mới thành lập
- Thành lập phường Xuân Đỉnh trên cơ sở điều chỉnh 352,20 ha diện tích tự nhiên và 33.659 người của xã Xuân Đỉnh
- Thành lập phường Xuân Tảo trên cơ sở điều chỉnh 226,30 ha diện tích tự nhiên và 12.622 người còn lại của xã Xuân Đỉnh.

Ngày 16 tháng 6 năm 2025, Quốc hội Việt Nam quyết định sắp xếp một phần diện tích tự nhiên, quy mô dân số của phường Xuân Đỉnh, Cổ Nhuế 1 (quận Bắc Từ Liêm cũ) và một phần các phường Xuân La, Xuân Tảo (quận Tây Hồ cũ) thành phường mới có tên gọi là phường Xuân Đỉnh.

## Địa chỉ trụ sở các cơ quan
Trụ sở Đảng ủy – UBND phường: Phố Minh Tảo, phường Xuân Đỉnh (Địa chỉ cũ: Phố Minh Tảo, phường Xuân Tảo, quận Bắc Từ Liêm)

## Kinh tế
Xuân Đỉnh nổi tiếng với hồng xiêm. Hồng xiêm Xuân Đỉnh có hương thơm và vị ngọt đặc biệt. Hồng được trồng ở đất Xuân Đỉnh hình phễu, quả to từ trên xuống dưới, da hồng, bổ ra có mùi thơm dịu, cát mịn, ăn có vị ngọt mát, phân biệt với hồng xiêm nơi khác cát to, có vị ngọt đậm, quả lớn hơn, hình dạng quả không đồng nhất. Bên cạnh cam Canh, bưởi Diễn, quất Quảng Bá, đào Nhật Tân, cốm Vòng... hồng xiêm Xuân Đỉnh cũng là niềm tự hào, món quà quý của người Hà Nội. Những năm về trước hầu như nhà nào trong xã cũng trồng hồng xiêm, với số lượng cây lên đến hàng vạn, khiến xã trở thành một lãnh địa của hồng xiêm ngon nổi tiếng miền Bắc. Tuy nhiên, hiện nay, với tốc độ đô thị hóa quá nhanh, hồng xiêm Xuân Đỉnh cũng đang thu hẹp diện tích.
Phường còn có nghề làm bánh mứt kẹo truyền thống, đặc biệt là mứt tết và bánh trung thu. Những năm trước đây việc ít chú trọng vệ sinh an toàn thực phẩm và nhãn mác bao bì đã khiến bánh mứt kẹo Xuân Đỉnh trở thành đối tượng phản ánh của các phương tiện truyền thông. Bánh mứt kẹo Xuân Đỉnh hiện không thể cạnh tranh với những mặt hàng xa xỉ của những hãng sản xuất có tên tuổi, tuy nhiên một số người vẫn biết và tìm đến mua hàng của một số gia đình nghệ nhân có uy tín như cơ sở Sinh Hùng; Đinh Tỵ; Bình Chung; Hồng Hạnh; Havico; Thành Công (hiện thuộc phường Xuân Tảo), và một số cơ sở khác. Những nhà sản xuất quy mô nhỏ lẻ đang dần rút lui để chuyển nghề còn số khác đang chuyển dần sang làm ăn công nghiệp, đề cao vệ sinh an toàn thực phẩm hơn trước. Từ dịp tết nguyên đán 2009, theo báo chí, công tác vệ sinh an toàn thực phẩm tại các cơ sở sản xuất bánh, mứt, kẹo tại làng nghề Xuân Đỉnh đã bước đầu được thực hiện nghiêm ngặt ngay từ khâu chế biến.